# 뉴질랜드-페루 관계
뉴질랜드-페루 관계는 뉴질랜드와 페루공화국 간의 외교관계를 말한다. 양국은 아시아태평양경제협력체(APEC), 케언스 그룹 그리고 유엔 회원국이다.

## 역사
1972년 뉴질랜드와 페루는 수교했다. 얼마 뒤 양국은 각자의 수도에 주재 대사관을 개설했다. 1990년 뉴질랜드는 리마의 대사관을 폐쇄했다. 1998년 6월, 페루의 후지모리 대통령은 페루의 정상으로서 처음으로 뉴질랜드를 공식 방문했다. 후지모리 대통령은 1999년 9월 뉴질랜드에서 열리고 있는 제11차 APEC 정상회의 참석차 귀국했다.
2002년 뉴질랜드의 필 고프 외상이 페루를 방문했다. 2008년 11월 뉴질랜드의 키 총리는 페루를 방문해 리마에서 열리는 제20차 APEC 정상회의에 참석했다. 2010년 페루는 웰링턴 대사관을 폐쇄했다. 2016년 11월, 키 수상은 리마에서 개최되는 제28차 APEC 정상회의에 출석하기 위해 페루로 돌아왔다.
2012년 이후 뉴질랜드는 페루 콜롬비아 칠레 멕시코를 포함한 태평양동맹의 옵서버로 적극 활동하고 있다. 뉴질랜드는 2017년 6월 태평양동맹과 질 높은 포괄적 자유무역협정(FTA)을 위한 협상을 시작했다. 협상이 타결돼 FTA가 발효되면 뉴질랜드는 태평양동맹 회원국이 된다. 2018년 2월 페루는 웰링턴에 대사관을 재개관했다.

## 양자 간 합의
양국은 기술협력협정(1974년), 고위급 협의협정(1998년), 교도통신협정(1998년) 등 양자협정에 서명했다. 워킹 홀리데이 협정(2011) 및 항공 서비스 협정(2018).

## 무역
2016년 뉴질랜드와 페루의 무역액은 총 8300만 달러이다. 뉴질랜드의 페루 주요 수출품은 유제품, 식품조제품, 기계류, 해산물 등이다. 페루의 뉴질랜드 수출은 유지와 어유 농축물, 커피, 부채꼴껍질, 망고, 브라질산 견과류, 아스파라거스 통조림, 퀴노아, 프로파일우드 등이다.

## 상주 외교
- 뉴질랜드는 칠레 산티아고에 있는 대사관에서 페루로 등록되어 리마에 명예 영사관을 유지하고 있다. 페루는 웰링턴에 대사관을 가지고 있다.[6]